# 히로시마 시민 구장 (1957년)
히로시마 시민 구장(일본어: 旧広島市民球場)은 일본 히로시마현 히로시마시 나카구에 있는 야구장이다. 센트럴 리그인 히로시마 도요 카프의 홈구장이었으며, 1957년 2월에 착공하여 같은 해 7월 24일에 개장했다.
2008년 9월 28일에 히로시마 대 도쿄 야쿠르트 스왈로스의 정규 경기, 이듬해인 2009년 3월 마지막 시범경기를 끝으로 2010년 9월 경에 폐장되었고 2012년에 해체되었다. 현재 히로시마 시 미나미구에 히로시마 도요 카프의 새로운 홈구장인 MAZDA Zoom-Zoom 스타디움 히로시마(MAZDA Zoom-Zoom スタジアム広島, 약칭 마쓰다 스타디움)이 들어서게 되었다.

## 사진

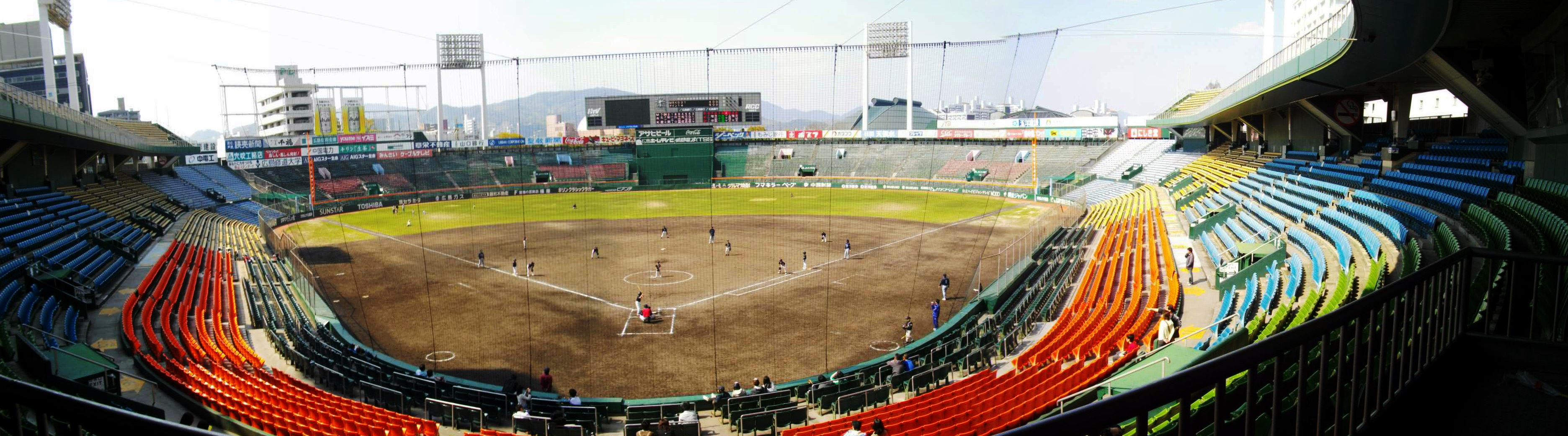
그라운드
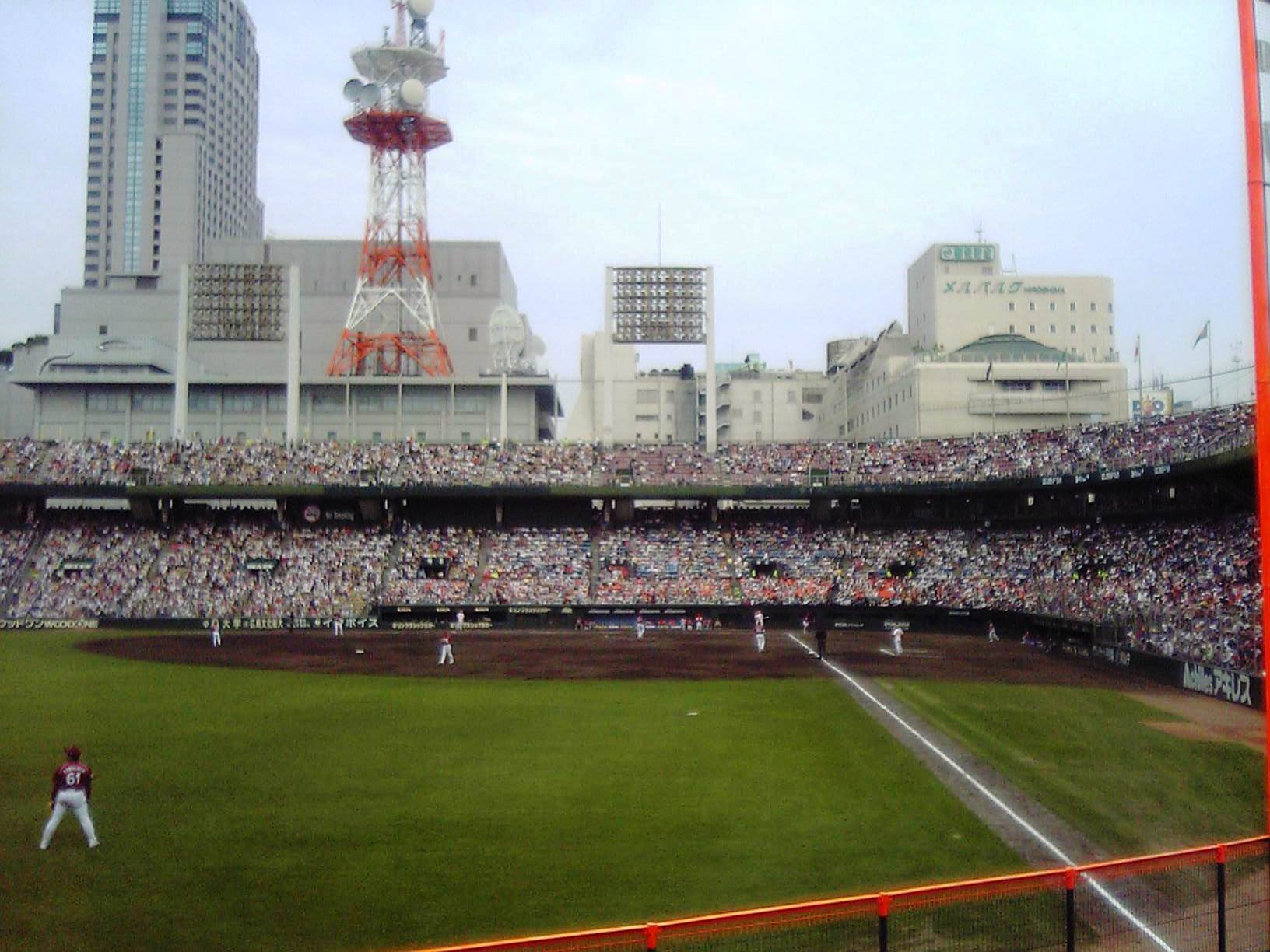
외야에서 바라본 구장의 내부
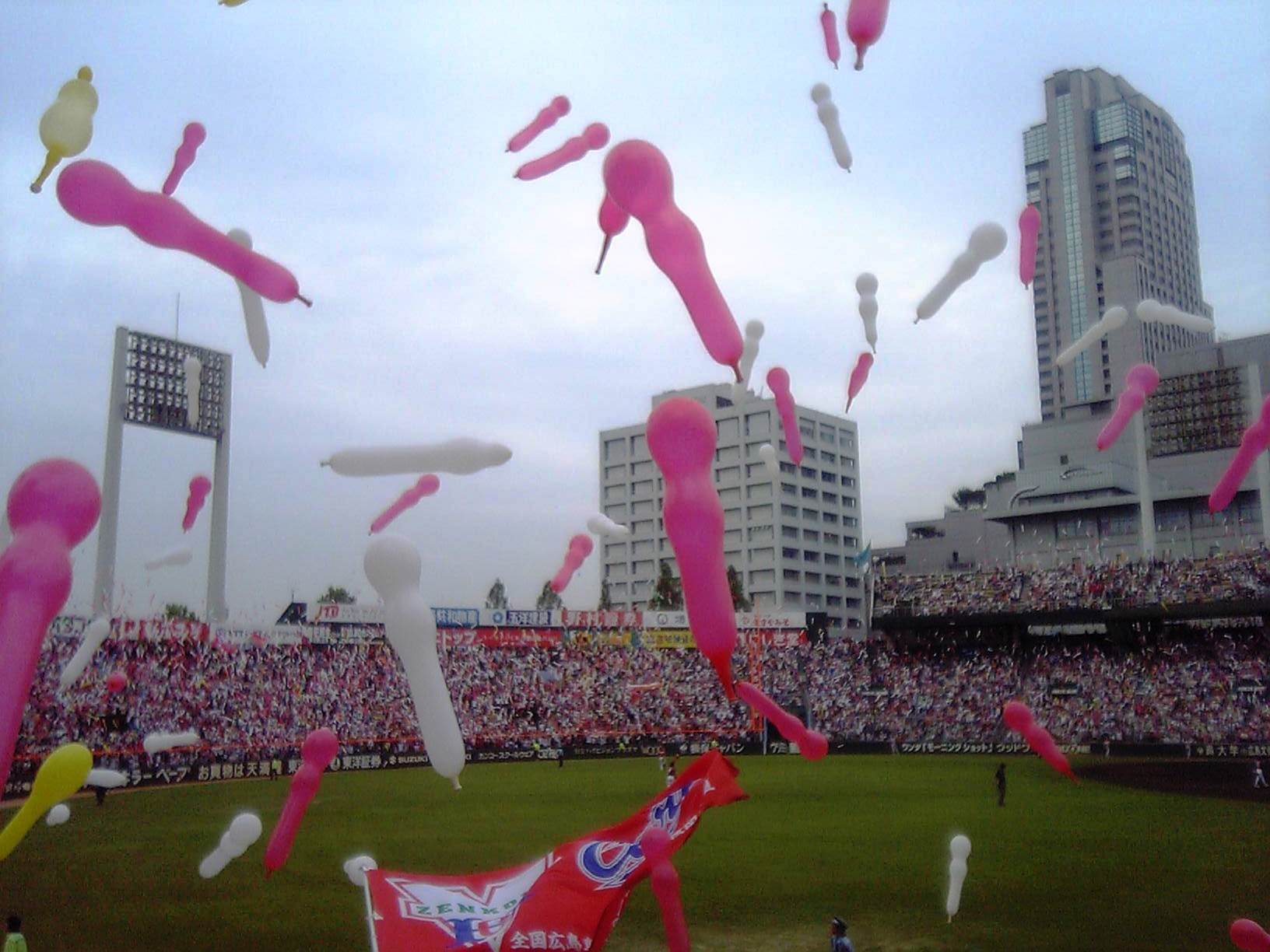
젯트 풍선 날리는 모습
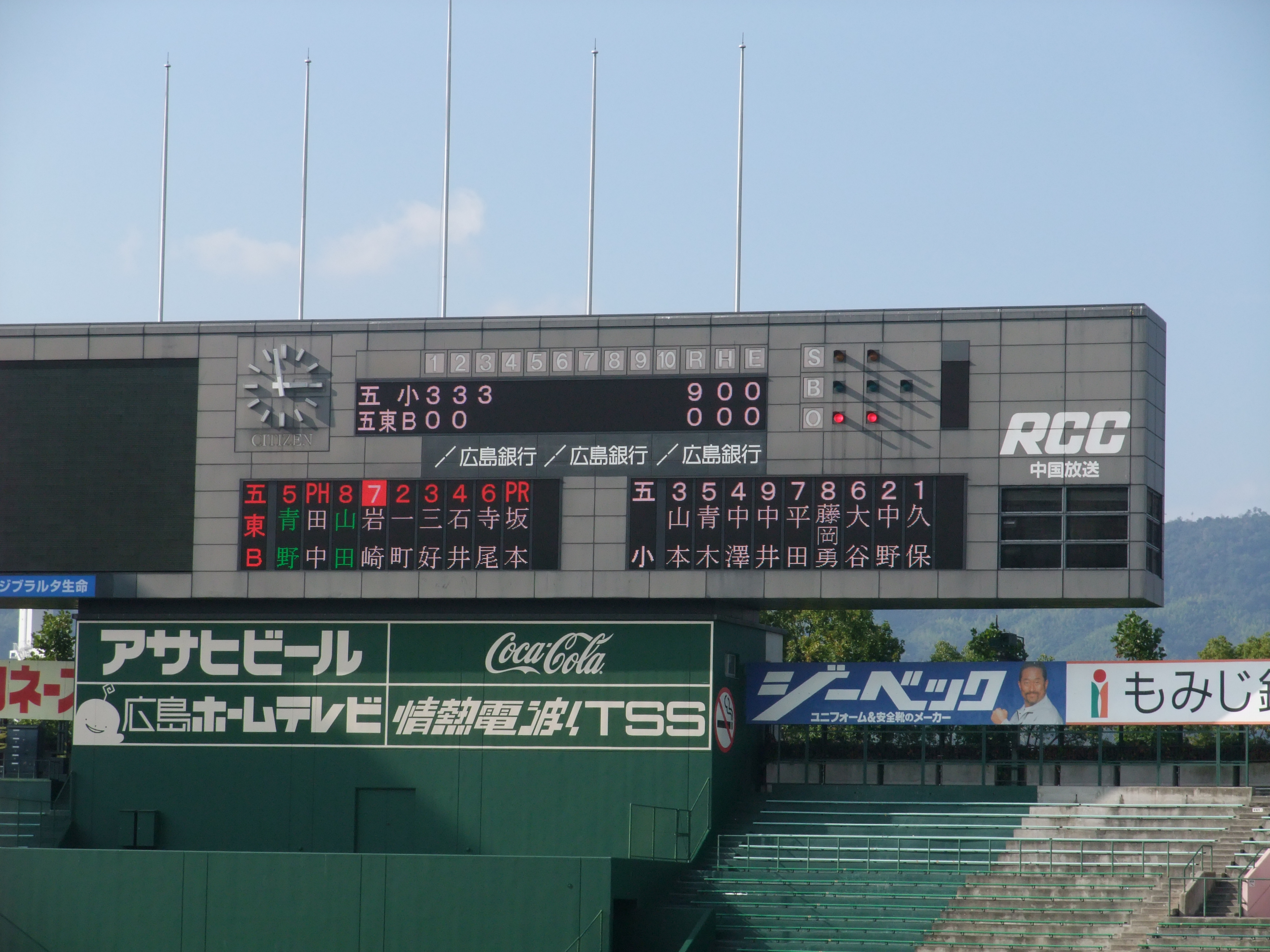
전광판
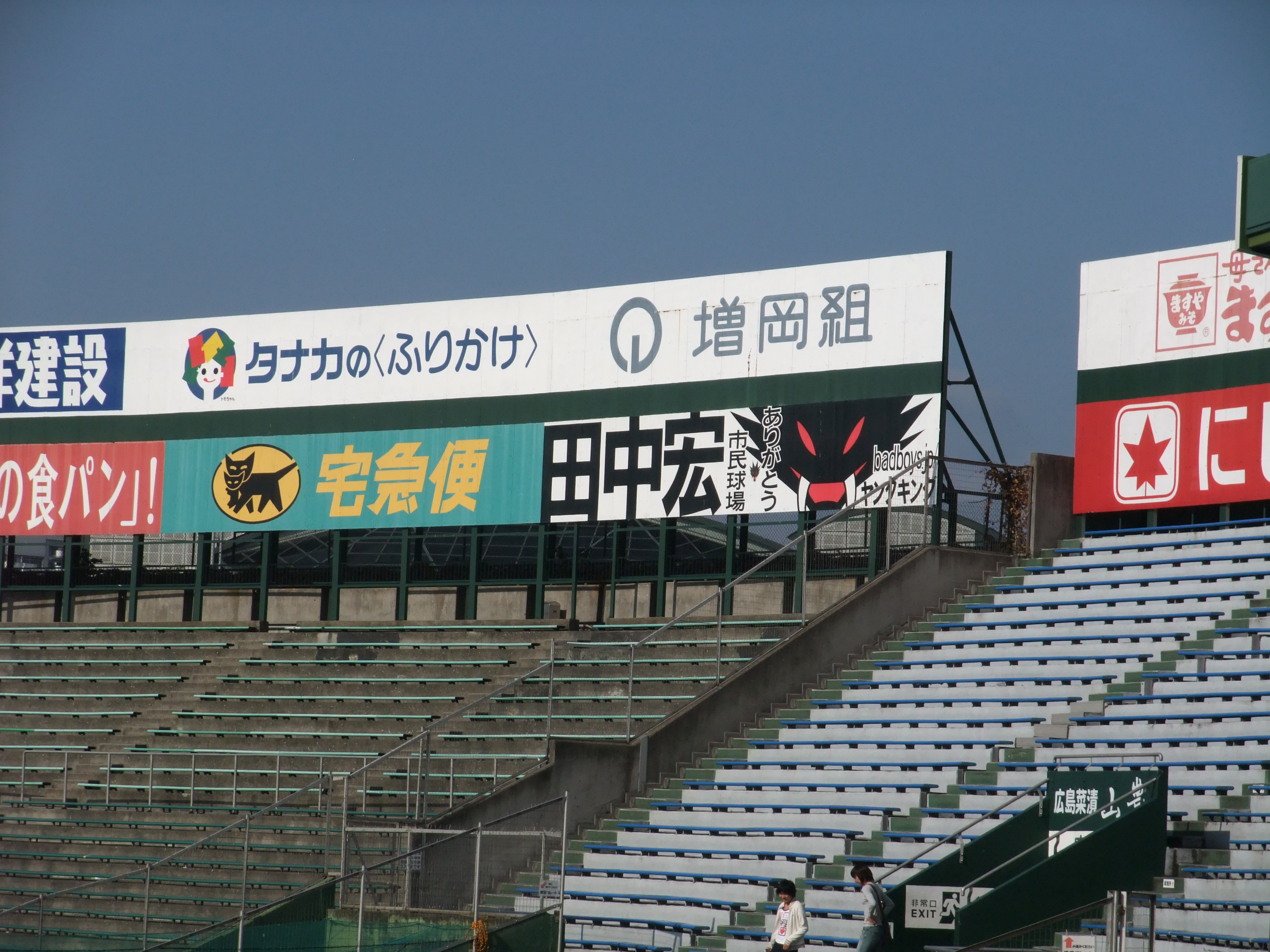
외야 관중석과 광고판
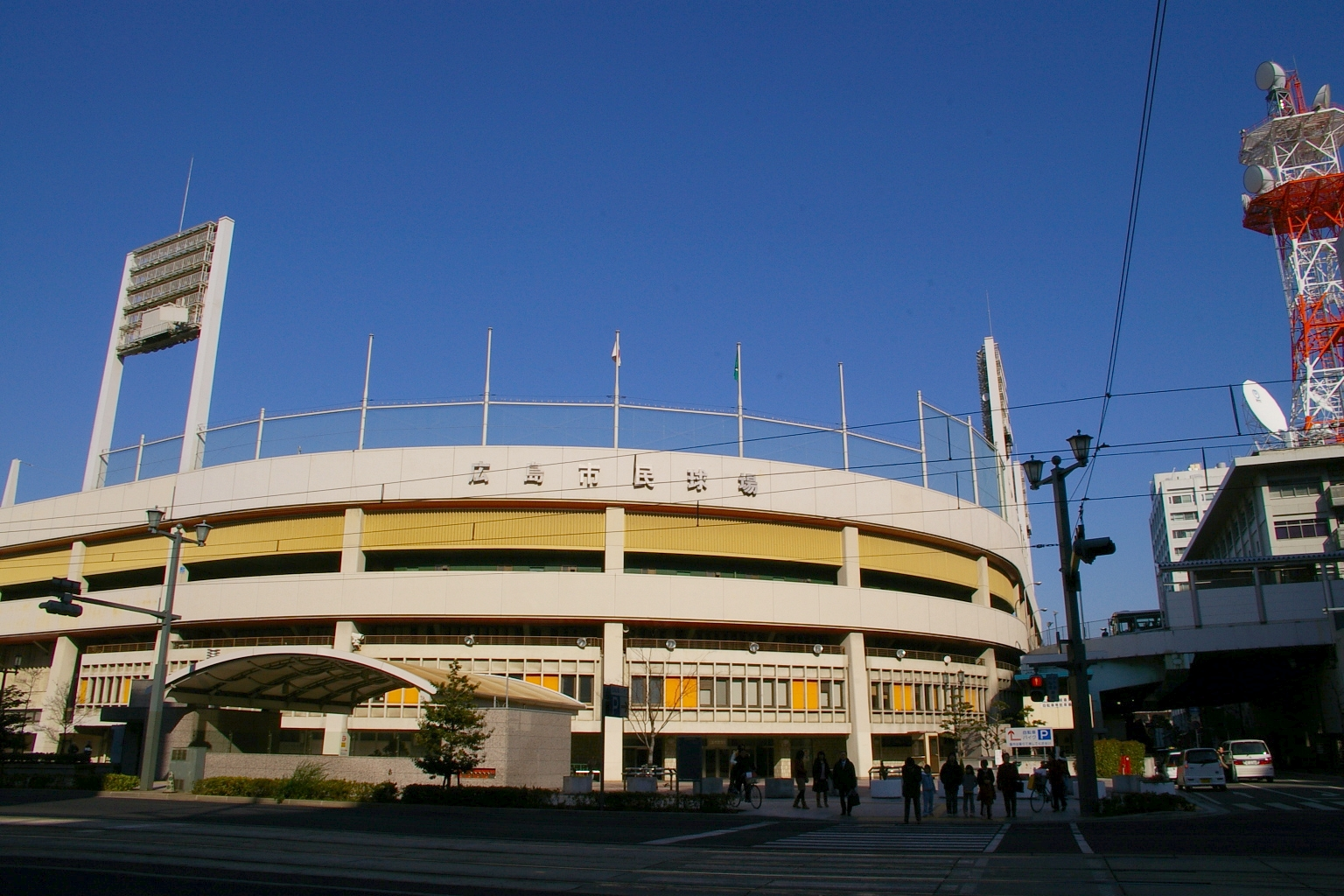
구장 외관
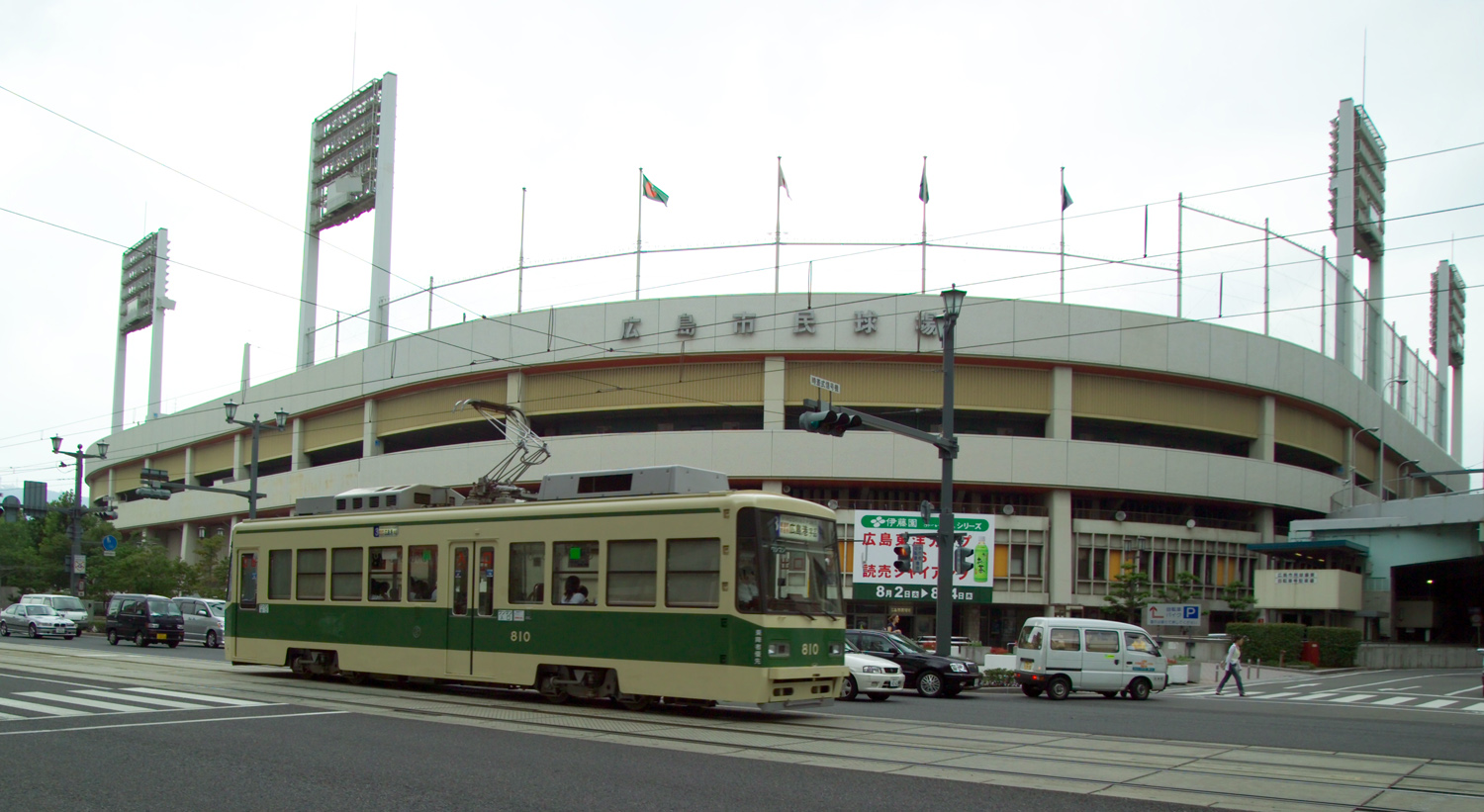
구장 외관
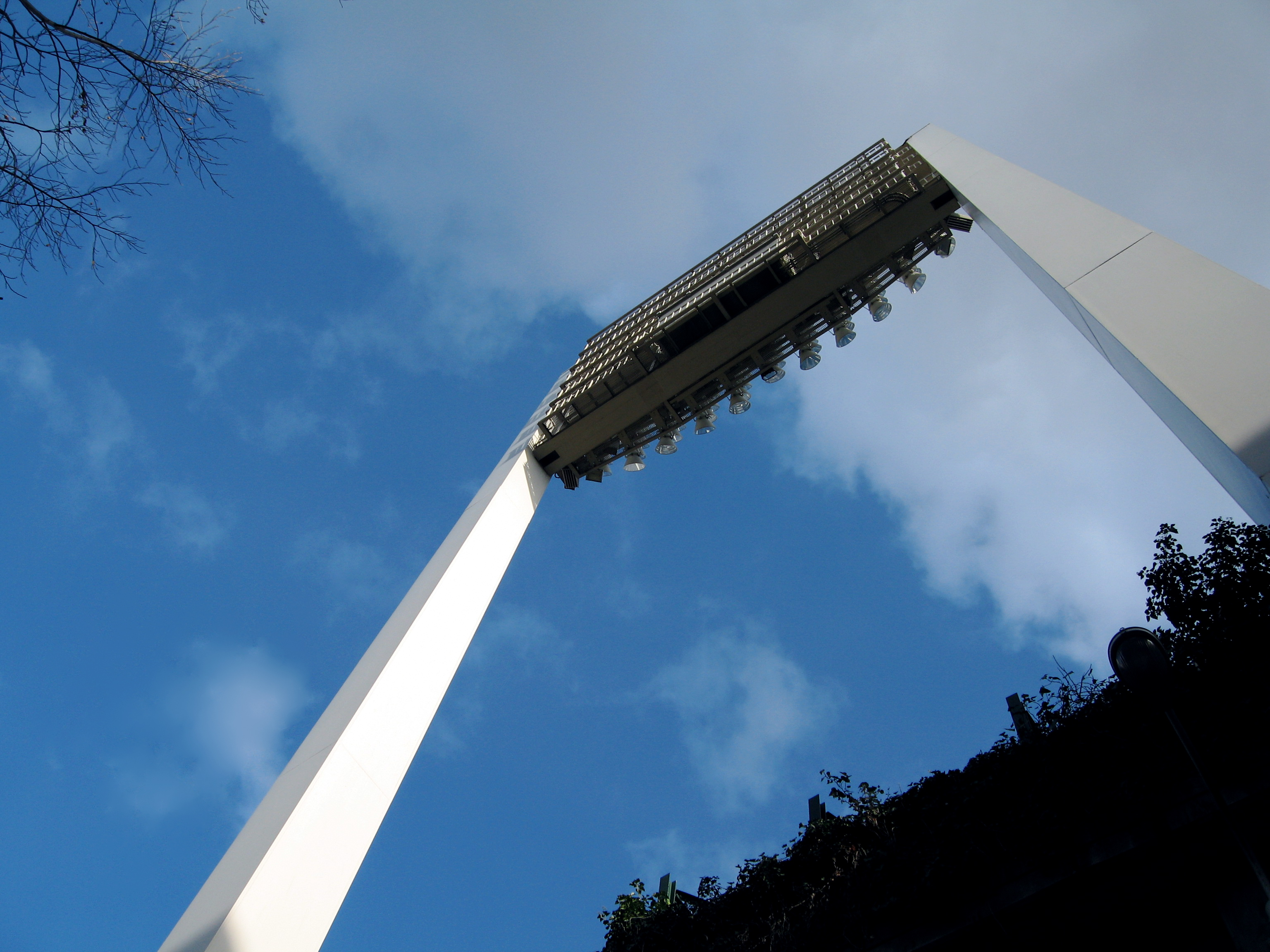
대형 조명탑
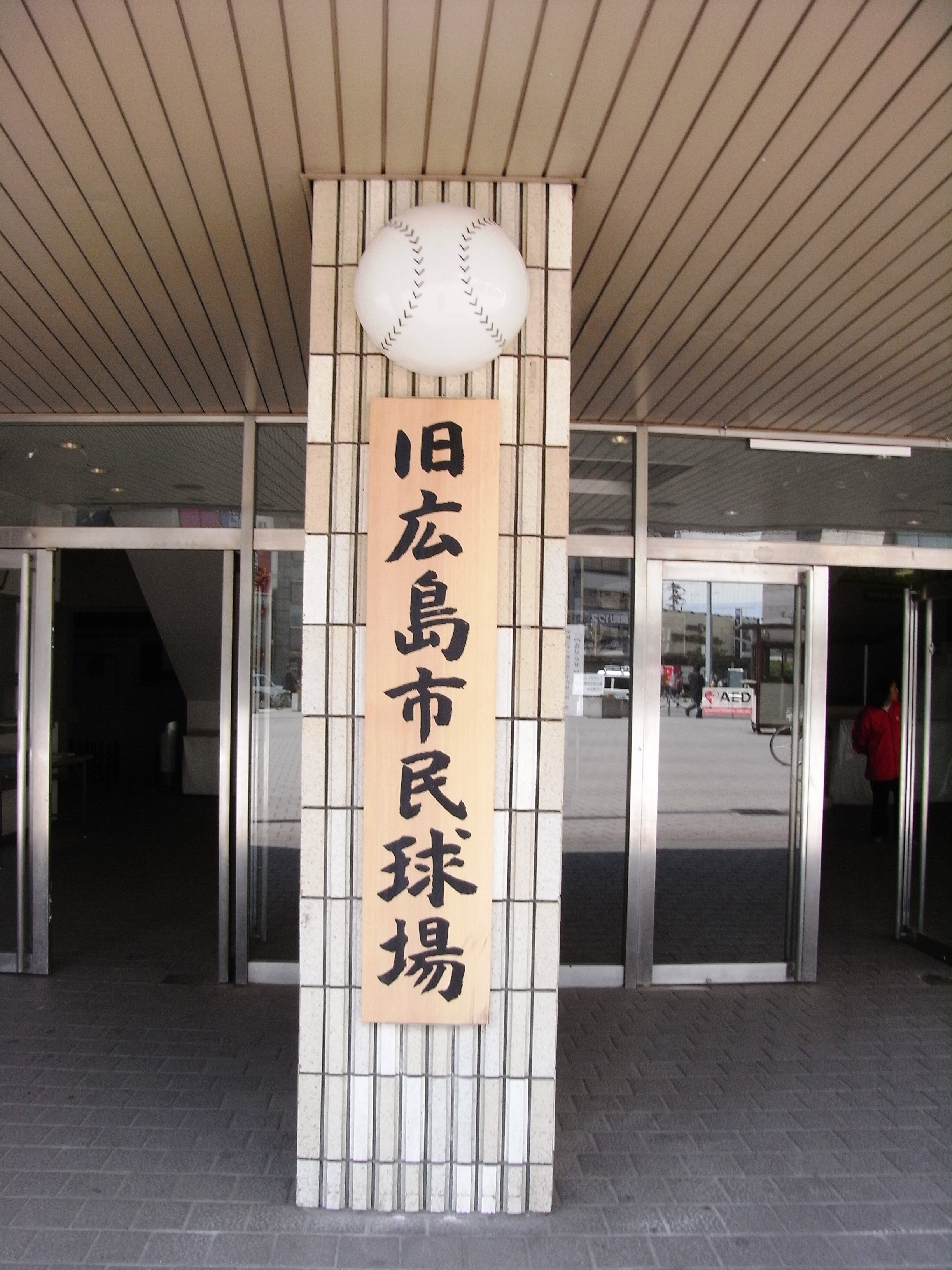
구장 현판